# Arnold Pressburger
Pour les articles homonymes, voir Pressburger.
Arnold Pressburger (1885-1951) est un producteur de cinéma autrichien. Avec Gregor Rabinovitch et la société Cine-Allianz, ils furent parmi les producteurs indépendants les plus importants de l'entre-deux-guerres, à l'origine de près d'une centaine de films.

## Biographie
Arnold Pressburger (écrit parfois « Preßburger ») est né le 27 août 1885 à Pressburg en Autriche-Hongrie, (aujourd'hui Bratislava en Slovaquie), dans une famille juive assimilée ; il est le fils d'Ignacz Presßburger et de Rozalia Kohn.
Il s'installe à Vienne avant 1910, se marie en juin 1911 à Stefanie Hannak, et fonde en décembre, avec Sigmund Philipp (1860-1929), une société de distribution de films et de location de matériels de tournage, Philipp & Pressburger Allgemeine Kinematographen- und Film-Gesellschaft qui devient, très vite, la première de sa catégorie dans l'empire austro-hongrois. Installés en plein centre de la capitale, sur la Neubaugasse, Philipp et Pressburger s'étaient rencontrés au sein de Rády Maller K. F. G., une entreprise qui fut la première à se lancer dans la distribution de films dans ce pays,.
Durant la guerre, le duo produit quatre films du genre comédie, dont  Charly, der Wunderaffe (1916) de Joe May. Ils détiennent par ailleurs le monopole de la distribution sur tout le territoire.
En septembre 1918, du fait de la crise économique et de la guerre, Philipp et Pressburger s'associent au comte Alexander Kolowrat, pionnier de l'industrie cinématographique, et fusionnent avec la Sascha-Film. Les deux hommes sont respectivement vice-président et directeur général, Kolowrat étant président.
Pressburger reste directeur général des productions Sascha-Film jusqu'en 1925, s'impliquant dans près d'une centaine de films, avec par exemple Sodome et Gomorrhe (1922) de Michael Curtiz (Mihali Kertész), disposant d'un budget record pour l'époque et dans le contexte de la crise ; les premiers films d'Alexander Korda ; ou encore travaillant avec l'auteur Karl Vollmöller.
En 1926, il s'installe à Berlin et fondent avec Hermann Fellner (en) et Josef Somlo (en) une structure de production, la P.F.G. Film-Produktions-Gemeinschaft, au sein de la Felsom-Film (en), dédiée aux productions internationales, avec des réalisateurs comme Georg Wilhelm Pabst et son film On ne badine pas avec l'amour (1926).
En 1930, la P.F.G. et Felsom ayant fait faillite, il part fonder, toujours à Berlin, une maison de production de films parlants, Allianz, qui va lancer dix projets importants. Pressburger travaille également en partenariat avec l'UFA sur certains projets et croise le chemin de Gregor Rabinovitch.
En janvier 1932, Pressburger et Rabinovitch fondent, à Berlin une nouvelle maison de production cinématographique, Cine-Allianz (en), qui est la fusion d'Allianz et de Ciné-Alliance, cette dernière ayant été fondée à Paris en 1926 par Rabinovitch. 
Les nazis l'obligent à vendre ses biens dès 1935 dans le cadre de l'aryanisation. Exproprié en 1937, Pressburger part vivre à Londres où Korda travaillait déjà. En 1941, il réussit à partir pour les États-Unis et y développer des projets sous le nom d'une nouvelle société, Arnold Pressburger Films, tandis que les actifs de Cine-Allianz sont fusionnés avec ceux de l'UFA. Arnold Pressburger Films va produire quatre films magistraux.
De retour en Europe, son dernier film produit, L'Homme perdu (1951) de Peter Lorre a pu être réalisé en Allemagne grâce aux compensations financières reçues dans le cadre de la dénazification.
Il est mort subitement en février 1951 à Hambourg d'un accident vasculaire cérébral, durant le tournage du film de Lorre.
Il a eu deux enfants, le producteur Fred Pressburger (Vienne, 1915 – Nice, 1998), qui travailla aux côtés de son père sur ses films américains, et Nelly Pressburger, qui fut étudiante en philosophie à l'université de Vienne en 1937-1938 et rejoignit son père à Londres au moment de l'Anschluss.

## Filmographie
En quarante ans d'une carrière internationale, il a produit 79 films, en Autriche, Allemagne, France, Grande-Bretagne et États-Unis.
- 1922 : Sodome et Gomorrhe de Michael Kertész (Michael Curtiz)
- 1922 : Herren der Meere d'Alexander Korda
- 1922 : Le Sixième Commandement
- 1923 : Fräulein Frau
- 1923 : Le Jeune Médard ou Pour l'honneur
- 1923 : L'Enfant dans la tourmente
- 1923 : Une dette sacrée
- 1924 : L'Amour est maître
- 1924 : L'Esclave reine de Michael Kertész (Michael Curtiz)
- 1925 : Salammbô
- 1925 : Célimène
- 1926 : Fiaker Nr. 13
- 1926 : Der goldene Schmetterling
- 1926 : On ne badine pas avec l'amour de Georg Wilhelm Pabst
- 1926 : Ledige Töchter
- 1927 : La Nuit nuptiale
- 1927 : Die berühmte Frau
- 1927 : Der Geisterzug
- 1927 : Der fröhliche Weinberg
- 1928 : Odette de Luitz-Morat
- 1929 : The Wrecker
- 1929 : Terre sans femmes
- 1930 : Zweimal Hochzeit
- 1930 : Dolly macht Karriere
- 1930 : La ville qui chante
- 1930 : Drei Tage Mittelarrest
- 1931 : City of Song
- 1931 : Danton
- 1931 : Ma cousine de Varsovie de Carmine Gallone
- 1931 : Nie wieder Liebe
- 1931 : Im Geheimdienst
- 1931 : Calais-Douvres
- 1931 : Sur le pavé de Berlin de Phil Jutzi
- 1931 : Pichler
- 1932 : Man braucht kein Geld
- 1932 : Das Lied einer Nacht
- 1932 : Lumpenkavaliere
- 1932 : Sehnsucht 202
- 1932 : Une jeune fille et un million de Fred Ellis et Max Neufeld
- 1932 : Tell Me Tonight
- 1933 : La Chanson d'une nuit d'Anatole Litvak
- 1933 : Spione am Werk (de)
- 1933 : Ein Lied für dich
- 1933 : Tout pour l'amour de Joe May et Henri-Georges Clouzot
- 1933 : Ihre Durchlaucht
- 1934 : Caprice de princesse
- 1934 : Mon cœur t'appelle
- 1934 : Mein Herz ruft nach dir
- 1934 : My Song for You
- 1934 : So endete eine Liebe
- 1934 : Die englische Heirat
- 1934 : Rêve éternel
- 1934 : Ihr größter Erfolg
- 1935 : My Heart Is Calling
- 1935 : Mazurka
- 1935 : Rêve éternel d'Arnold Fanck
- 1935 : The Divine Spark
- 1935 : Die blonde Carmen
- 1935 : J'aime toutes les femmes de Carl Lamac et Henri Decoin
- 1935 : Ich liebe alle Frauen
- 1937 : The Return of the Scarlet Pimpernel de Hanns Schwarz
- 1938 : Prison sans barreaux de Léonide Moguy
- 1938 : L'Affaire Lafarge
- 1938 : Conflit de Léonide Moguy
- 1939 : Le Déserteur de Léonide Moguy
- 1940 : Cavalcade d'amour de Raymond Bernard
- 1941 : Shanghaï (The Shanghai Gesture) de Josef von Sternberg
- 1943 : Les bourreaux meurent aussi de Fritz Lang
- 1944 : C'est arrivé demain de René Clair
- 1946 : Scandale à Paris de Douglas Sirk
- 1951 : L'Homme perdu